# Lasius alienoflavus
Lasius alienoflavus är en myrart som beskrevs av Charles Thomas Bingham 1903. Lasius alienoflavus ingår i släktet Lasius och familjen myror. Inga underarter finns listade i Catalogue of Life.